# 15501 Pepawlowski
A 15501 Pepawlowski (ideiglenes jelöléssel 1999 NK10) a Naprendszer kisbolygóövében található aszteroida. A LINEAR projekt keretében fedezték fel 1999. július 13-án.